# Oliver J. Schmitz
Oliver J. Schmitz (* 26. Februar 1968 in Jülich) ist ein deutscher Chemiker. Er ist seit 2012 Lehrstuhlinhaber des Fachs Analytische Chemie an der Universität Duisburg-Essen.

## Biographie
Nach der Ausbildung zum Chemielaboranten am Forschungszentrum Jülich erlangte er 1989 die Fachhochschulreife an der Fachoberschule Mies-van-der-Rohe-Schule in Aachen. Nach Aufnahme des Chemiestudiums an der Bergischen Universität Wuppertal schloss er mit der Diplomarbeit: „Synthese und chromatographische Bestimmung von Arylalkylhydroperoxiden“ ab. Er war Stipendiat der Friedrich-Naumann-Stiftung und wurde 1997 mit einer Dissertation über "Entwicklung kapillarelektrophoretischer Methoden zur Analyse von Fettsäurehydroperoxiden" bei Sigmar Gäb an der Bergischen Universität Wuppertal promoviert.
1998 arbeitete er am Walther-Straub-Institut für Pharmakologie und Toxikologie an der Medizinischen Fakultät der Ludwig-Maximilians-Universität München (LMU) in München. Sein Arbeitsgebiet in der Arbeitsgruppe von Elmar Richter war der Einsatz der Kapillarelektrophorese zum Nachweis von DNA-Schäden durch Umweltschadstoffe.
Von 1999 bis 2000 entwickelte er am deutschen Krebsforschungszentrum eine neue Methode zur nichtradioaktiven Detektion von DNA-Addukten genotoxischer Substanzen mit Hilfe der Kapillarelektrophorese.
Er habilitierte 2004 an der Bergischen Universität Wuppertal (Thema: Entwicklung einer Methode zur Analyse von DNA-Addukten mittels Kapillarelektrophorese).

## Forschung
Seine Forschungsschwerpunkte sind die mehrdimensionale Chromatographie, die Entwicklung neuer Ionenquellen für Massenspektrometer und deren Anwendung auf komplexe Stoffgemische.
Des Weiteren war er beteiligt an der Entwicklung einer mehrdimensionalen Trennmethode: Unter Zuhilfenahme der Ionenmobilitätsspektrometrie entwickelte er eine Kopplung zweidimensionaler Flüssigchromatographie mit hochauflösender Massenspektrometrie. Ebenso leistete er maßgebliche Beiträge bei der Entwicklung der Laserionisation bei Atmosphärendruck (APLI).

## Veröffentlichungen (Auswahl)
- O. J. Schmitz, C. Wörth, D. Stach, M. Wießler: DNA adducts as biomarkers for carcinogenesis. In: Angewandte Chemie Int. Ed. Band 41, 2002, S. 445–448, doi:10.1002/1521-3773(20020201)41:3<445::AID-ANIE445>3.0.CO;2-7.
- S. Stephan, J. Hippler, T. Köhler, A. Deep, T. Schmidt, O. J. Schmitz: Contaminant screening of wastewater with HPLC-IM-qTOF-MS and LC+LCIM-qTOF-MS using a CCS database. In: Analytical and Bioanalytical Chemistry. Band 408, Nr. 24, 2016, S. 6545–6555, doi:10.1007/s00216-016-9820-5.
- R. Schiewek, M. Schellenträger, R. Mönnikes, M. Lorenz, R. Giese, K. J. Brockmann, S. Gäb, Th. Benter, O. J. Schmitz: Ultrasensitive Determination of Polycyclic Aromatic Compounds with Atmospheric-Pressure Laser Ionization as an Interface for GC/MS. In: Analytical Chemistry. Band 79, Nr. 11, 2007, S. 4135–4140, doi:10.1021/ac0700631.